# 卡門·阿瑪雅
卡門·阿瑪雅（西班牙語：Carmen Amaya，1913年11月2日—1963年11月19日）是一位具有吉普賽血統的佛拉明哥舞者暨歌。她被譽為西班牙當代最傑出的吉普賽舞者，其鮮明非凡的人格特質與藝術風格，至今無人能出其右。

## 生平
她出生於巴塞隆納（Barcelona）的索摩洛斯特羅（Somorrostro）貧民窟，也就是現在的奧林匹克村（Vila Olímpica）一帶。從4歲起，在爸爸的吉他伴奏下，她開始在巴塞隆納的水濱酒吧跳舞謀生。1929年，她首次登上巴黎舞台，初試啼聲就贏得熱烈迴響，觀眾都傾心於她純熟的舞技。1936年遷居美國，在那裡演出多部破票房紀錄的電影，包括改編自《羅密歐與茱麗葉》的《Los Tarantos》以及短片《Danzas Gitanas》。她更先後於1944年和1953年，受當時的總統富蘭克林·德拉諾·羅斯福（Franklin D. Roosevelt）和杜魯門（Harry S. Truman）之邀，赴白宮演出。
卡門·阿瑪雅去世後葬於巴塞隆納Montjuïc山丘上的東南公共墓園（Cementiri del Sud-Oest）。

## 作品
- 電影《Los Tarantos》
- 短片《Danzas Gitanas》

## 評論
沙比卡斯（Sabicas）年輕時曾見過她的舞蹈，當時卡門還只是個小女孩。沙比卡斯如此描述：「她的舞蹈好似擁有某種神秘的超自然力量，我從沒見過其他人這樣跳，我甚至不知道她是怎麼辦到的！」沙比卡斯後來成為一名偉大的佛拉明哥吉他手，並長達數年為卡門伴奏。